# Agastoschizomus tenebris
Espèce
Agastoschizomus tenebris est une espèce de schizomides de la famille des Protoschizomidae.

## Distribution
Cette espèce est endémique de l'État de Mexico au Mexique. Elle se rencontre dans la grotte Cueva del Diablo à Valle de Bravo.

## Description
La femelle holotype mesure 6,00 mm.

## Publication originale
- Monjaraz-Ruedas, Francke & Cokendolpher 2016 : Three new species of Agastoschizomus (Arachnida: Schizomida: Protoschizomidae) from North America. Revista Mexicana de Biodiversidad, vol. 87, no 2, p. 337-346.